# Carl Meinhold
Carl Marvin "Red" Meinhold (West Hazleton, Pensilvania, 29 de marzo de 1926- Reading, Pensilvania, 23 de febrero de 2019) fue un jugador de baloncesto estadounidense que disputó dos temporadas en la BAA, y otras dos en la ABL. Con 1,88 metros de estatura, jugaba en la posición de escolta.

## Trayectoria deportiva

### Universidad
Jugó durante dos temporadas con los Blackbirds de la Universidad de Long Island.

### Profesional
En 1947 comenzó su carrera profesional con los Baltimore Bullets, donde jugó una temporada en la cual se proclamaron campeones de la BAA tras derrotar en las Finales a los Philadelphia Warriors por 4-2. Meinhold promedió 5,3 puntos por partido.
La temporada 1948-49 la inició con los Chicago Stags, pero mediada la misma fue traspasado a los Providence Steamrollers, donde acabó promediando 6,3 puntos y 1,1 asistencias por partido.
En 1949 fichó por los Scranton Miners de la ABL, con los que se proclamó campeón de liga esa misma temporada, siendo uno de los jugadores más destacados, promediando 9,7 puntos por partido. Jugó una temporada más en el equipo antes de retirarse definitivamente.

#### Estadísticas en la BAA

##### Temporada regular
| Temporada | Edad | Equipo                  | Liga | P  | TIT | MIN | TC  | TCA | %TC  | 3P | 3PA | %3P | TL  | TLA | %TL  | R.OF. | R.DEF. | REB | ASIS | ROB | TAP | PER | FP  | PTS |
| 1947-48   | 21   | Baltimore Bullets       | BAA  | 48 |     |     | 2.3 | 7.4 | .303 |    |     |     | 0.8 | 1.3 | .617 |       |        |     | 0.3  |     |     |     | 1.3 | 5.3 |
| 1948-49   | 22   | TOTAL                   | BAA  | 50 |     |     | 2.0 | 6.1 | .330 |    |     |     | 1.2 | 1.9 | .635 |       |        |     | 0.9  |     |     |     | 1.2 | 5.3 |
| 1948-49   | 22   | Chicago Stags           | BAA  | 15 |     |     | 1.1 | 2.4 | .444 |    |     |     | 0.6 | 0.9 | .692 |       |        |     | 0.6  |     |     |     | 0.8 | 2.7 |
| 1948-49   | 22   | Providence Steamrollers | BAA  | 35 |     |     | 2.4 | 7.7 | .315 |    |     |     | 1.5 | 2.4 | .627 |       |        |     | 1.1  |     |     |     | 1.4 | 6.3 |
| Total     |      |                         | BAA  | 98 |     |     | 2.1 | 6.8 | .316 |    |     |     | 1.0 | 1.6 | .628 |       |        |     | 0.6  |     |     |     | 1.3 | 5.3 |

##### Playoffs
| Temporada | Edad | Equipo            | Liga | P  | MIN | TCA | TC | 3PA | 3P | TLA | TL | R.OF. | REB | ASIS | ROB | TAP | PER | FP | PTS | %TC  | %3P | %FT  | MIN | PTS | REB | AST |
| 1947-48   | 21   | Baltimore Bullets | BAA  | 11 |     | 17  | 67 |     |    | 6   | 13 |       |     | 0    |     |     |     | 6  | 40  | .254 |     | .462 |     | 3.6 |     | 0.0 |
| Total     |      |                   | BAA  | 11 |     | 17  | 67 |     |    | 6   | 13 |       |     | 0    |     |     |     | 6  | 40  | .254 |     | .462 |     | 3.6 |     | 0.0 |